# Particella (fisica)

Schema generale dell'organizzazione delle particelle, delle interazioni e della materia

In fisica una particella è un costituente microscopico della materia. Le particelle si suddividono in elementari e non-elementari: le prime, descritte dal modello standard, sono considerate indivisibili, le seconde sono aggregati delle prime.
Un'altra classificazione avviene a partire dallo spin, che permette di distinguere due classi di particelle:
- Bosoni, con spin intero
- Fermioni, con spin semi-intero

I fermioni obbediscono al principio di esclusione di Pauli (due fermioni identici non possono occupare simultaneamente lo stesso stato quantico) e seguono la statistica di Fermi-Dirac. I bosoni invece sono liberi di affollare lo stesso stato quantico e seguono la statistica di Bose-Einstein.
Anche quando dotate di massa, le particelle elementari sono spesso studiate e modellizzate come oggetti puntiformi.

## Particelle elementari

Modello standard delle particelle elementari

- Fermioni, divisi in due classi più le rispettive antiparticelle.

- Leptoni, soggetti all'interazione debole ed elettromagnetica (se la carica è diversa da 0), suddivisi in tre famiglie, ad ognuna delle quali è associato un particolare neutrino:

| Nome                      | Carica elettrica | Massa (GeV/c2) |
| ------------------------- | ---------------- | -------------- |
| Elettrone (e−, β−)        | –1               | 0,000511       |
| Neutrino elettronico (νe) | 0                | < 2,2×10−10    |
| Muone (μ)                 | –1               | 0,1056         |
| Neutrino muonico (νμ)     | 0                | < 1,7×10−4     |
| Tauone (τ)                | –1               | 1,777          |
| Neutrino tauonico (ντ)    | 0                | < 0,0155       |
- Quark, soggetti all'interazione forte e all'interazione elettrodebole:

| Nome                         | Carica | Massa stimata (MeV/c2)                                          |
| ---------------------------- | ------ | --------------------------------------------------------------- |
| Quark up (u)                 | +2/3   | da 1,7 a 3,3[1]                                                 |
| Quark down (d)               | -1/3   | da 4,1 a 5,8[1]                                                 |
| Quark strange / Sideways (s) | -1/3   | da 80 a 130[1]                                                  |
| Quark charm / Centre (c)     | +2/3   | da 1.160 a 1.340[1]                                             |
| Quark bottom / Beauty (b)    | -1/3   | da 4.150 a 4.220 (schema MS)[2] da 4.620 a 4.680 (schema 1S)[3] |
| Quark top / Truth (t)        | +2/3   | 171.770 ± 380[4]                                                |
- Antileptoni (Stessa suddivisione dei leptoni)
- Antiquark (Stessa suddivisione dei quark)

- Bosoni, mediatori delle interazioni fondamentali:

| Nome                           | Simbolo | Antiparticella | Carica | Spin | Massa (GeV/c2) | Interazioni                                       | Forza mediata          |
| ------------------------------ | ------- | -------------- | ------ | ---- | -------------- | ------------------------------------------------- | ---------------------- |
| Fotone                         | γ       | se stesso      | 0      | 1    | 0              | nucleare debole, elettromagnetica, gravitazionale | forza elettromagnetica |
| Bosone W                       | W+ / W- | W- / W+        | ±1     | 1    | 80,4           | nucleare debole, elettromagnetica, gravitazionale | forza nucleare debole  |
| Bosone Z                       | Z0      | se stesso      | 0      | 1    | 91,2           | nucleare debole, gravitazionale                   | forza nucleare debole  |
| Gluone                         | g       | se stesso      | 0      | 1    | 0              | nucleare forte, gravitazionale                    | forza nucleare forte   |
| Bosone di Higgs                | H0      | se stesso?     | 0      | 0    | ~125,5[5][6]   | elettrodebole, gravitazionale                     | -                      |
| Particella ipotetica Gravitone | G       | se stesso?     | 0      | 2    | 0              | gravitazionale                                    | forza gravitazionale   |

## Particelle non-elementari
Le particelle non elementari che compongono tutta la materia nota in natura sono:
- Adroni, particelle soggette all'interazione forte che si ritiene siano composte di quark, antiquark e gluoni. Ne esistono di due tipi:[7]
  - Barioni, sono fermioni (spin semi-intero). Appartengono a questa categoria: 
    - Nucleoni, barioni costituenti la materia ordinaria, composti da tre quark, appartenenti alla prima generazione:
      - Protone, composto da due quark up e un quark down.
      - Neutrone, composto da due quark down e un quark up.

    - Iperoni, tutte le altre combinazioni di tre quark o tre antiquark.
    - Barioni esotici, numero barionico ±1 ma composti da più di tre quark/antiquark.
      - Pentaquark, composti da cinque quark.

  - Mesoni, bosoni (spin intero) composti da un quark e da un antiquark avente carica di colore opposta. Appartengono a questa categoria:
    - Mesoni pseudoscalari, caratterizzati da spin 0 e parità - (JP=0−).
    - Mesoni vettori, caratterizzati da spin 1 e parità - (JP=1−).
    - Tetraquark, mesoni esotici composti da quattro quark.
- Atomi, composti da protoni e neutroni formanti il nucleo ed elettroni legati a esso dalla forza elettromagnetica.
- Molecole, composte da atomi.

## Teorie supersimmetriche
Secondo alcune teorie, dette supersimmetriche, per ogni particella elementare elencata sopra esiste un partner supersimmetrico. In particolare per un fermione il partner supersimmetrico è un bosone e viceversa. Esempi di queste particelle sono il fotino, il neutralino, il gravitino, oppure il selettrone, lo smuone, lo sneutrino e via dicendo. Tuttavia tali particelle sono solo speculazioni teoriche ed attualmente per esse non esistono riscontri sperimentali.